# Calliphaula filiola
Calliphaula filiola är en skalbaggsart som beskrevs av Martins 1984. Calliphaula filiola ingår i släktet Calliphaula och familjen långhorningar. Inga underarter finns listade.